# Покровский, Вениамин Вениаминович
Вениамин Вениаминович Покровский (1840—1882) — русский архитектор.

## Биография
Родился в 1840 году.
С 1853 по 1862 го учился в Строительном училище. По окончании курса , с чином коллежского секретаря, был назначен архитекторским помощником в Витебскую строительную и дорожную комиссию, в которой прослужил три года. В 1865 году он был назначен младшим инженером Витебской губернии, с 1873 года служил в Строительном комитете. В 1876 году затем занял должность Полоцкого епархиального архитектора.
Скончался 15 (27) августа 1882 года.